# Антиох IV Епифан
Антиох IV Епифан (грч. Ἀντίοχος Ἐπιφανὴς, око 215—164. п. н. е.) био је краљ Селеукидског царства од 175—164. За време Шестог сиријског рата (170—168) победио је египатску војску, заузео делове Египта и заробио малолетног Птолемеја VI Филометора, кога је онда оставио на трону као своју марионету. Пошто се Птолемеј VI нагодио са својим братом Птолемејем VIII о заједничкој владавини, Антиох је извео нову инвазију Египта, али римски дипломатски притисак присилио га је да напусти Египат. Спроводио је политику хеленизације. Због побуне Јевреја за време његовог похода у Египту побио је 167. п. н. е. 80.000 Јевреја, обесчастио је и опљачкао јерусалимски храм и забранио је јудаизам. Због тога је 167. п. н. е. избила Макабејски устанак правоверних Јевреја против Антиоха и хеленизације. Кренуо је 165. п. н. е. на источни поход са циљем да врати изгубљене територије. Јерменију и још неке делове вратио је под своју контролу, а изненадна смрт 164. п. н. е. окончала је његов поход. Иза њега остао је малолетни син у име кога је владао регент Лисија.

## Талац у Риму
Син је Антиоха III Великога и брат је Селеука IV Филопатора. По рођењу се звао Митридат, а име Антиох је узео након доласка на трон. Након мира из Апамеје 189. п. н. е. боравио је у Риму као талац. Његов старији брат Селеук IV Филопатор послао је 178. п. н. е. свог сина Деметрија I Сотера као таоца уместо Антиоха IV Епифана, који је онда једно време провео у Атини, где је био проглашен почасним грађанином. Вратио се у Сирију тек 175. п. н. е..

## Краљ
Селеука IV Филопатора је 175. п. н. е. убио његов главни министар Хелиодор, са намером да овлада царством. Пошто се Селеуков легитимни наследник Деметрије I Сотер у то време налазио у Риму као талац, Антиох се домогао трона уз помоћ Еумена II, краља Пергама. Еумен II га је добро опскрбио и испратио до граница Селеукидског царства. Антиох IV Епифан се прогласио регентом другог Селеуковог сина Антиоха, који је убијен око 170. п. н. е. Антиох се оженио Лаодиком, удовицом његовог брата Селеука IV Филопатора. Родио му се син Антиох V 173. п. н. е., који је након убиства Селеуковог сина постао престолонаследник. Антиох IV је до 173. п. н. е. исплатио сву ратну одштету, која је била наметнута по одредбама споразума из Апамеје. Не само да је исплатио ратну одштету, него је поред тога поклонио Риму 500 либри златнога посуђа. Римски Сенат је био задовољан, па је обновио споразум са Антиохом. Иако формално римски пријатељ, он је био под сталном сумњом, а посебно због веза са Персејем.

## Шести сиријски рат
Шести сиријски рат избио је 170. п. н. е. Полибије за почетак рата оптужује Еулеја и Ленеја, два регента младога краља Египта Птолемеја VI Филометора, који су прогласили рат Антиоху, тражећи Коиле-Сирију. Пре почетка рата Антиох се жалио Риму да Египат спрема рат и тражио је да обуздају Птолемеја. Поново је протестовао када је рат већ почео. Према Ливију, Апијану и јеврејским изворима рат је започео Антиох IV Епифан, који је планирао да заузме Египат и искористи малолетност краља. Када је почео рат селеукидска војска је напредовала дуж обале и победила је птолемејску војску у бици код Касиоса. Птолемеј VI Филометор је по савету својих саветника побегао бродом према грчком острву Самотраци, али заробила га је селеукидска флота. Међутим, Антиох му је дозволио да и даље влада као његова марионета. Након тога уследило је примирје и преговори у Египту и Риму, али у то време Римски Сенат је био заузет припремама за Трећи македонски рат. У Александрији су избили немири, свргли су Еулеја и Ленеја и именовали су новог краља Птолемеја VIII Фискона. По окончању примирја Антиох је извршио инвазију Египта. Најпре је заузео Пелузиј, а онда је опседао Александрију. Током лета и јесени 169. п. н. е. обновили су се преговори са више страна у Египту. Египат је одједном имао два брата краља, а на сцену је онда ступила њихова сестра Клеопатра II, која је наговорила своја два брата да владају заједнички.

## Друга Антиохова инвазија Египта и повлачење линије у песку
Пошто више није контролисао Птолемеја VI Филометора, Антиох је током 168. п. н. е. покренуо другу инвазију. Послао је и флоту према Кипру, кога је и освојио. Египатски изасланици покушали су да преговарају са Антиохом тражећи обуставу рата. Међутим, Антиох је тражио да му се предају Кипар и египатска капија, а то је био Пелузиј заједно са пелузијским ушћем Нила. Пре него што је дошао до Александрије срео се са римским изасланицима, који су га обавестили о победи над Персејем. Римско изасланство водио је Гај Попилије Ленат, који се са Антиохом срео крај Александрије. Од Антиоха је тражио да се повуче из Египта и са Кипра, а у супротном претио је ратом. Када је Антиох рекао да треба да се о том ултиматуму посаветује са својим саветницима онда је Гај Попилије Ленат око њега повукао круг у песку и рекао му да треба да одговори на ултиматум док се налази унутар круга. Упозорио га је да у случају да прекорачи линију у песку, а не пристане на повлачење из Египта да ће тада Рим против њега прогласити рат. Антиох је одлучио да се повуче из Египта. Тек тада Полибије се слаже да се рукује са њим. Римски империјализам је након победе у Трећем македонском рату 168. п. н. е. дошао до пуног изражаја, јер више немају обзира ни према лојалнима, попут Антиоха, Пергама или Родоса. Више се нису устезали да диктирају своју вољу.

## Оснивање градова
Охрабривао је оснивање нових градова, али ипак радило се у ствари само о проширивању већ постојећих градова. Тако се чак наводи да је он оснивач Бабилона, иако је ту постојао град. Многи нови градови добили су назив Епифанија.

## Велике игре
Када је чуо за величанствен тријумф Луција Емилија Паула Македонца 167. п. н. е. у Риму Антиох је одлучио да га превазиђе организовањем игара 168. п. н. е. у Дафни, предграђу Антиохије. Игре су једним делом организоване од новца попљачканом приликом инвазије Египта. На игре је позвао посетиоце из свих грчких градова. То су биле игре са преко 50.000 учесника, већином наоружаних. У поворци су изложени златни предмети. Око 30 дана трајала су разна такмичења, гладијаторске игре, ловови, представе. Након окончања игара у Антиохију је стигао Тиберије Грах Старији на челу римског изасланства, које је дошло да извиди ситуацију у Селеукидском царству. Антиох је био веома вешт, тако да није изазвао никакву сумњу, иако је био огорчен због римског ултиматума током 168. п. н. е. Био је толико услужан да је гостима препустио чак и своју палату.

## Хеленизација Јевреја
Храм у Јерусалиму имао је привилегије по декретима Антиоха III Великога. Храм је био веома богат, а први покушај пљачке десио се у време Селеука IV Филопатора. Међу Јеврејима постојала је подела на хеленизиране и на правоверне Јевреје. Селеукидска влада увучена је у ту поделу, па је дошло и до такмичења међу кандидатима за првосвештеника ко ће добити функцију. Када је Антиох IV Епифан постао краљ Онијин брат Јасон (Исус) је одлучио да искористи незадовољство двора првосвештеником Онијом, па је обећао Антиох IV 360 таланата из ризнице храма, само да њега постави за првосвештеника. Антиох IV Епифан му је одобрио 175. п. н. е. да постане првосвештеник. Према Јосифу Флавију Онија је умро, па је тек онда Јасон постао првосвештеник. Јасон је тражио и добио одобрење од Антиоха да преводи Јевреје на грчке обичаје, па је основан гимнасиј (стадион) крај храма. Јасон је на тај начин почео да хеленизира Јевреје и одваја их од правоверне јеврејске вере.

## Менелај нуди краљу више блага као замену за положај
Представник радикалног крила хеленистичких Јевреја Менелај понудио је Антиоху 300 таланата више од Јасона, па га је Антиох 158. п. н. е. именовао за новог јеврејског првосвештеника. Антиох је Менелају као пратњу дао Сострата са једном јединицом кипарских војника, са циљем да сузбије следбенике свргнутога првосвештеника Јасона. Менелај је узео свето златно посуђе из храма и наговорио Андроника, краљевог заменика, да убије Онију. Због пљачке храма избило је насиље, а онда је неколико чланова јерусалимске герузије оптужило Менелаја, али Антиох IV Епифан је уместо Менелаја осудио и погубио неколико чланова герузије.

## Јасонов покушај да овлада Јудејом
Ипак, Јасон није одустао од полагања права на место првосвештеника. За време Шестог сиријског рата, док је Антиох IV Епифан кренуо 168. п. н. е. у други поход на Египат, стигла је гласина да је Антиох погинуо, па се Јасон вратио са 1.000 војника и покушао је да од Менелаја преотме власт у Јерусалиму. Менелај је побегао у јерусалимску тврђаву, а Јасон је једно време владао Јерусалимом. Након неког времена Јасон је био присиљен да напусти Јерусалим и побегне најпре код Амонићана, па у Египат и на крају у Спарту.

## Антиох забрањује јеврејску веру
Антиох IV Епифан, разљућен због повлачења из Египта, одлучио је да се освети због побуне у Јудеји, па је одмах 167. п. н. е. заузео Јерусалим. Наредио је војсци да убија и старо и младо, тако да је за три дана побијено 80.000 људи. Ушао је и обешчастио јерусалимски храм и темељито га опљачкао узевши 1.800 таланата из његове ризнице. Након тога на потицај хеленизираних Јевреја Антиох је присиљавао правоверне Јевреје да напусте своју веру и да прихвате хеленистички култ. Забранио им је веру, празновање суботе и других празника и обрезивање деце. Антиоха су хришћани сматрали антихристом.

## Макавејска побуна
Мататија Асмонејац је 167. п. н. е. заједно са својим синовима Јудом Макавејем, Елезаром Авараном, Симоном Тасијем, Јованом Гадијем и Јонатаном Апфусом започео устанак Макавејаца против Антиоха IV Епифана. Након Мататијине смрти 167. п. н. е. Јуда је преузео вођство побуне према последњој жељи свога оца. Јуда је у прве две године побуне био свестан селеукидске супериорности, па је спроводио стратегију избегавања сукоба са редовном војском и прибегавао је герилском ратовању. Та стратегија омогућила је Јуди да оствари низ победа над селеукидским снагама. Током 166. п. н. е. Јуда Макавеј победио је велику селеукидску војску под командом Сирона у бици код Веторона (Бет-Хорона).

## Необично понашање
Пошто је дуго живео у Риму, његове животне навике одударале су од уобичајених појмова о краљевима на Истоку. Са двора би понекад побегао уз пратњу највише двојице пратилаца и лутао би градом, залазећи код разних занатлија распитујући се о њиховим занатима. Дружио би се и пио са обичним људима, Упадао на забаве млађих људи. Случајним шетачима поклањао би неочекиване дарове. Неки су га због тих поступака сматрали једноставним човеком, а други лудаком, па су га користећи се игром речи називали Епиман (лудак), уместо Епифан.

## Рат на истоку
Антиох IV Епифан је кренуо у поход на исток, тј. првенствено у рат против Митридата I од Партије због заузимања града Херата и прекида директних трговачких путева са Индијом. Приликом одласка на источни поход против Парћана 165. п. н. е. Лисији је поверио не само властитог сина Антиоха V него и пуну управу на свим провинцијама западно од Еуфрата. Лисији је посебно био дат задатак да угуши Макавејску побуну у Јудеји.
Након 188. п. н. е. Артаксија и Заријадр, који су били сатрапи Јерменије основали су краљевину. Бактрија је постала независна под Еутидемом I исто тако након 190. п. н. е. Поред Бактрије Согдијана, Арија и Магдијана биле су одвојене од Селеукидског царства територијом Партије. У Персији је локална династија (фратадари) стекла независност. У Еламу је постојао јак покрет ка стицању независности. Антиох IV Епифан је најпре победио Артаксију I у Јерменији и оставио га на трону као зависног краља. Ратовао је и на западу Персије. Покушао је да опљачка Артемидино светилиште у Еламу, али пошто није успео повукао се. Изненада је умро од болести 164. п. н. е. у Персији. Антиохов малолетни син Антиох V Еупатор постао је нови краљ, а у име њега као регент владао је Лисија.

## Породично стабло
|  |                      |  |  |  |  |  |  |  |  |  |  |  |  |  |  |  |
|  | 2. Антиох III Велики |  |  |  |  |  |  |  |  |  |  |  |  |  |  |  |
|  |                      |  |  |  |  |  |  |  |  |  |  |  |  |  |  |  |
|  |                      |  |  |  |  |  |  |  |  |  |  |  |  |  |  |  |
|  | 1. Антиох IV Епифан  |  |  |  |  |  |  |  |  |  |  |  |  |  |  |  |
|  |                      |  |  |  |  |  |  |  |  |  |  |  |  |  |  |  |
|  |                      |  |  |  |  |  |  |  |  |  |  |  |  |  |  |  |
|  | 3. Лаодика III       |  |  |  |  |  |  |  |  |  |  |  |  |  |  |  |
|  |                      |  |  |  |  |  |  |  |  |  |  |  |  |  |  |  |
|  |                      |  |  |  |  |  |  |  |  |  |  |  |  |  |  |  |